# Toinette Laquière
Pour les articles homonymes, voir Laquière.
Toinette Laquière, de son vrai nom Marie-Antoinette Laquière, est une actrice française, née le 30 juillet 1975 à Châtellerault (Vienne).

## Biographie
Toinette Laquière est née à Châtellerault département de la Vienne.

### Carrière
Elle est apparue au premier plan dans la saga de l'été 2006 Le Maître du Zodiaque dans un rôle secondaire. À l'affiche de la saga de l'été 2007 Mystère, elle en tient le rôle principal.

## Filmographie
- 1999 : Manatea, les Perles du Pacifique, série TV, épisode Fièvres : Chloé
- 1999 : Coronation Street : After hours, mini-série anglaise : Gabrielle
- 1999 : Haut les cœurs !, film de Sólveig Anspach : la jeune fille de la soirée
- 2000 : Un Jeune français, téléfilm de Michel Sibra : Béatrice
- 2000 : Le page de garde, court-métrage d’Éric Mahé : Isabelle
- 2001 : Rastignac ou les Ambitieux, téléfilm d'Alain Tasma
- 2002 : Hep taxi !, mini-série TV de Frédéric Berthe
- 2003 : Pas sur la bouche,  film musical d'Alain Resnais : une jeune fille
- 2003 : Dock 13, série TV de 20 épisodes (M6) : Noémie (ép. 8 et 9)
- 2004 : Le Carnet Rouge, court-métrage de Mathieu Simonet : la jeune femme
- 2004 : Les Passeurs, téléfilm de Didier Grousset (France 2) : Séverine
- 2005 : Les Rois maudits, mini-série TV (France 2) : Comtesse de Beaumont
- 2005 : Un jeu dangereux, téléfilm de Patrick Dewolf (France 2) : Marie Carantec
- 2006 : Fête de famille, mini-série TV (France 2) : Charlotte
- 2006 : Le Maître du Zodiaque, mini-série (TF1) : Léa Daguerre
- 2006 : Arthur et les Minimoys, film de Luc Besson : équipe de renfort (capture de mouvement pour Sélénia)
- 2007 : Louis la Brocante, série TV (France 3), épisode Louis et le chapitre manquant : Mélanie Verdier
- 2007 : Mystère, saga de l'été (TF1) réalisée par Didier Albert : Laure de Lestrade
- 2009 : Grands reporters, téléfilm de Gilles de Maistre Arte : Claire
- 2011 - 2013-2019 : Platane, série TV d'Éric Judor et Denis Imbert : Lana
- 2016 : Nicolas Le Floch, Le Noyé du Grand canal,  téléfilm de Philippe Bérenger : Dame Renard
- 2016 : Mallory,  téléfilm de François Guérinjk (France 3) : Aurore
- 2017 : Transferts, mini-série TV (Arte) : Sophie Bassot
- 2018 : Exquise, court-métrage musical de Jean-François Fontanel : la femme
- 2019 : De Pernas pro Ar 3, comédie brésilienne de Julia Rezende : Brigitte Legrand

## Théâtre
- 2009 : L’Effet papillon, de Caroline Duffau et Stéphan Guérin-Tillié et mis en scène par eux, Théâtre Marigny Studio : la narratrice